# Cala Nova (Mallorca)
Cala Nova és una cala del barri de Sant Agustí de la ciutat de Mallorca, que a més compta amb un port esportiu. Més que una cala es tracta d'una lleugera entrada de la mar dins la costa, delimitada per la Punta de Cal Català i la punta que la separa de Cala Guix, tot i que l'escullera del port n'ha modificat força la fesomia originària. Es tracta de la cala més occidental del terme de Palma, atès que el seu extrem, la dita Punta de Cal Català, marca la fi del terme municipal i el començament del de Calvià.

## Port esportiu
El primer port de Cala Nova va ser bastit la dècada dels quaranta, i comptava solament amb dues petites esculleres que servien de moll. El 1976 es va inaugurar l'ampliació del port, tot bastint una gran escullera que protegeix les embarcacions, atès que la fesomia natural de la cala era força oberta i no arrecerava gaire del corrent marítim.
Actualment, el port de Cala Nova acull l'Escola Nacional de Vela Cala Nova. També compta amb piscina, dutxes, benzineria i magatzems individuals, com també servei d'amarrament ocasional.

## Platja
A la part oriental del port s'hi troba una platja d'arena artificial, a la qual es pot accedir per unes escales que comencen a l'avinguda Joan Miró. Es tracta d'una platja de dimensions petites, sovintejada principalment pels veïns del barri de Sant Agustí.

## Transport
Tant el port com la platja tenen l'accés situat davant el parc de Son Toells, al nombre 327 de l'avinguda Joan Miró (Ma-1C), que connecta amb l'autopista d'Andratx (Ma-1) i amb el Passeig Marítim (avinguda Gabriel Roca. Just davant el parc hi ha una aturada de bus que uneix el barri amb el centre:
| Línia | Trajecte                        | Recorregut       | Freqüència laborables |
| ----- | ------------------------------- | ---------------- | --------------------- |
| 4     | Illetes - Plaça de les Columnes | Vegeu recorregut | 12 minuts             |
| 47    | La Bonanova - Gènova - Sindicat | Vegeu recorregut | 20 minuts             |